# Puerta de Chalke

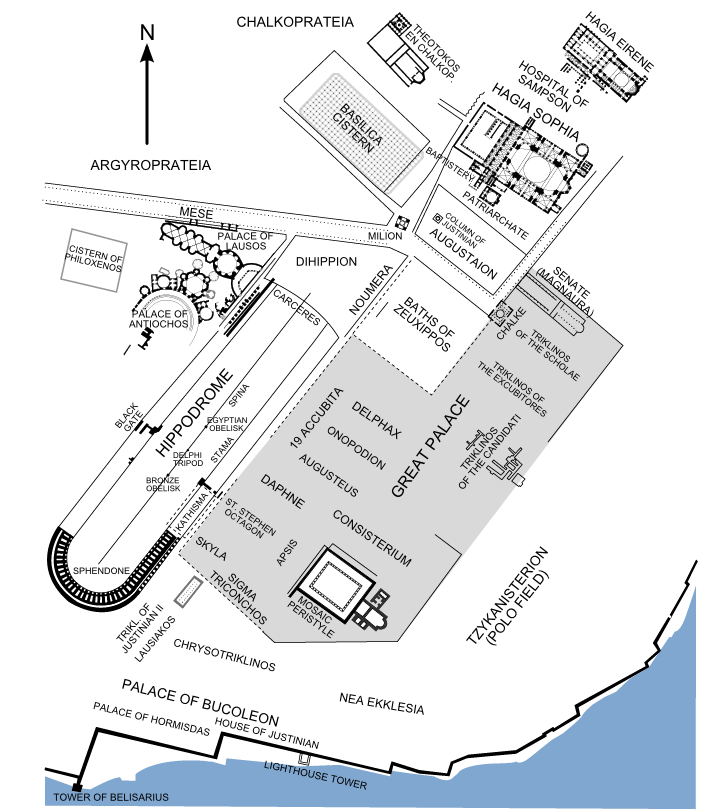
Mapa del centro administrativo de Constantinopla, que muestra la Puerta de Chalke en el centro y a la derecha

La Puerta de Chalke (en griego: Χαλκῆ Πύλη), era la principal entrada ceremonial (vestíbulo) al Gran Palacio de Constantinopla durante el periodo bizantino. Su nombre, que significa "la Puerta de Bronce", le fue dado o por sus portales de bronce o por los azulejos de bronce dorados que se utilizaron en su techo. Su interior estaba magníficamente decorado con mármoles y mosaicos, y la fachada presentaba varias esculturas. La más prominente era un icono de Jesucristo, muy importante en la simbología iconodulia durante la iconoclasia bizantina. Una capilla dedicada al Cristo Chalkites fue construida en el siglo X junto a la Puerta. La puerta parece haber sido demolida en el siglo XIII, pero la capilla sobrevivió hasta los primeros años del siglo XIX.